# Jon Drummond
Jonathan "Jon" A. Drummond, född 9 september 1968 i Philadelphia, är en amerikansk tidigare kortdistanslöpare, vinnare av en olympisk guldmedalj på 4 x 100 m vid OS år 2000 i Sydney.
Under VM 1993 i Stuttgart var Drummond startman i det amerikanska laget på korta stafetten och vann sin första VM-guldmedalj. Samtidigt tangerade laget världsrekordet på 37,40 sekunder. I 1997 års världsmästerskap slutade Drummond som sjua på 200 m.
Under VM 2003 i Paris diskvalificerades Drummond i kvartsfinalen på 100 m för tjuvstart. Han stod på sig och menade att han inte tjuvstartat genom att upprepade gånger skrika "I did not move" ("Jag rörde mig inte"). Han försenade tävlingen med nästan en timme genom att vägra lämna banan. Bland annat lade han sig ner på banan under en stund. Till slut lämnade han banan i tårar. Denna händelse var en av flera som ledde till reviderade regler för tjuvstart senare. Fakta kom fram efteråt att Drummond rört på sig två gånger i blocken men inte tjuvstartat.
Drummond tog senare ett jobb som fitnesstränare vid Daired's Pangea Spa i Arlington i Texas. Han coachar sprintern Tyson Gay.